# Klokkeren fra Notre Dame
Klokkeren fra Notre Dame (littéralement L’Horloger de Notre-Dame) est une comédie musicale créée par le compositeur danois Knud Christensen, en 2002 et basée sur l'œuvre de Victor Hugo, Notre-Dame de Paris.
Klokkeren fra Notre Dame a été écrite pour la troupe de comédiens de la compagnie théâtrale danoise "Mastodonterne". Cette création fut jouée pour la première fois, en mars 2002, dans le théâtre Folketeatret situé à Copenhague. À la suite du succès des premières représentations à Copenhague, la comédie fut jouée à travers tout le Danemark.